# Pierre-Marie Agin
Pour les articles homonymes, voir Marie et Pierre Marie.
Pierre Marie, né Pierre-Marie Agin le 21 avril 1982 à Nogent-sur-Marne, est un dessinateur de mode et décorateur français. Il se qualifie d'« ornemaniste ».

## Biographie
Pierre Marie a passé son enfance en banlieue parisienne puis a obtenu son baccalauréat scientifique. Il commence ses études supérieures dans le domaine du dessin animé puis s'oriente vers le dessin graphique. Il dessine ses premiers motifs pour t-shirts à l'âge de 19 ans, puis travaille pour les foulards Hermès,, pour lequel il crée des carrés de soie pour la marque depuis 2008. Il devient ainsi le plus jeune dessinateur de carrés pour Hermès. 
Il découvre lors d'un voyage à Milan au travers des produits rencontrés une fantaisie qu'il ne retrouve pas en France, pays où le gris, le noir et le design minimaliste dominent le domaine de la mode. Il veut alors remédier à ce problème en faisant appel à des artisans d'arts. 
Il s'intéresse tout spécialement au décor et à la décoration. Un espace de démonstration est prévu pour septembre 2018. Il vit et travaille à Paris.